# EADS Astrium
EADS Astrium — дочерняя компания EADS (100 % акций), крупнейший производитель космических аппаратов. Основана в декабре 2006. В 2009, компания Astrium имела оборот €4,8 млрд, и 15.000 работников во Франции, Германии, Великобритании, Испании и Нидерландах. Astrium является членом Institute of Space, its Applications and Technologies. Помимо своей основной специализации в области строительства спутников (в том числе создания спутников наблюдения SPOT, HELIOS и TERRASAR), EADS Astrium также развивает свою деятельность в области услуг, связанных с оперативным использованием данных спутникового и воздушного наблюдения. Эта деятельность сосредоточена в основном в дочерних предприятиях, объединённых в группу INFOTERRA GLOBAL.
Компания является частью европейского консорциума по развитию европейской навигационной программы Галилео.
Материнская компания EADS (European Aeronautic Defence and Space Company, Европейский аэрокосмический и оборонный концерн) является второй в мире по величине аэрокосмической компанией (после концерна Boeing). EADS также является и вторым в Европе производителем вооружения и военной техники (после компании BAE Systems.) Компания разрабатывает, производит и продаёт гражданские и военные самолёты, ракеты-носители и связанные с ними системы.
EADS — один из главных вкладчиков в строительство Международной космической станции, его подразделение EADS SPACE Transportation отвечает за лабораторный модуль «Коламбус» и за создание и выведение на орбиту первого европейского беспилотного грузового корабля ATV.

## Подразделения
- Astrium Satellites — космические корабли и наземный сегмент
- Astrium Space Transportation — запуски и орбитальная инфраструктура.
- Astrium Services — развитие и предоставление спутниковых услуг.

## Деятельность

### Партнёры
ГКНПЦ имени М. В. Хруничева (Экспресс-АМ4)

## Продукция EADS Astrium
- Бигль-2 — британская АМС для исследования Марса (2003)
- Венера-экспресс — АМС для исследования Венеры (2005)
- ArabSat 4B (2006)
- CryoSat-1 (2005)
- CryoSat-2 (2010)
- Ka-Sat (2010)
- Astra 2F (2012)
- TEOS

Космические платформы:
- Alphabus
- Eurostar 3000
- SPOT

А также:
- Научные спутники: GIOTTO, HIPPARCOS, Ulysses, SOHO, Cluster-2, XMM-Newton, MARS EXPRESS и ROSETTA;
- На платформе SPOT: ERS, HELIOS, ENVISAT и METOP;
- TerraSAR-X, AEOLUS
- Все действующие военные европейские спутники для наблюдений и коммуникации.[1]